# Pohénégamook
Pohénégamook es una ciudad de la provincia de Quebec en Canadá. Está ubicada en el municipio regional de condado de Témiscouata y a su vez, en la región administrativa de Bas-Saint-Laurent. Hace parte de las circunscripciones electorales de Kamouraska-Témiscouata a nivel provincial y de Rimouski-Témiscouata a nivel federal.

## Geografía
Pohénégamook se encuentra ubicada en las coordenadas 47°28′00″N 69°13′00″O / 47.46667, -69.21667. Según Statistics Canada, tiene una superficie total de 340,33 km² y es una de las 1135 municipalidades en las que está dividido administrativamente el territorio de la provincia de Quebec.

## Demografía
Según el censo de 2011, había 2770 personas residiendo en esta ciudad con una densidad poblacional de 8,1 hab./km². Los datos del censo mostraron que de las 2940 personas censadas en 2006, en 2011 hubo una disminución poblacional de 170 habitantes ( -5,8 %). El número total de inmuebles particulares resultó de 1383 con una densidad de 4,06 inmuebles por km². El número total de viviendas particulares que se encontraban ocupadas por residentes habituales fue de 1170.